# Poggio di Nocola
Il Poggio di Nocola (569 m s.l.m.) è un rilievo delle Colline Pisane meridionali.

## Posizione, territorio e morfologia
Il Poggio di Nocola è collocato nella parte meridionale delle Colline Pisane, in diretta prossimità della Strada Provinciale del Commercio (SP13). La collina è quasi interamente contenuta nel comune di Castellina Marittima, anche se una sua piccola porzione a sud-est ricade nel comune di Riparbella.
Dalla parte settentrionale del rilievo sorge il Botro della Pescera, il quale risulta uno dei principali tributari (in sinistra idraulica) del Torrente Pescera; dal versante occidentale sorgono invece il Torrente Acquerta e il Botro della Fonte (a sua volta tributario in destra idraulica dell'Acquerta); per finire, dai versanti meridionale ed orientale nascono dei piccoli corsi d'acqua (senza specifica denominazione) affluenti del Torrente Le Botra.
Il Poggio di Nocola è caratterizzato da una modesta altitudine (inferiore ai 600 m.s.l.m e che lo fa classificare dunque come collina); ciononostante, questo rilievo è piuttosto massiccio, prominente e, soprattutto, caratterizzato da una peculiare forma quasi perfettamente conica che lo rende ben riconoscibile e dominante sui rilievi circostanti.
Le sue pendici sono per la quasi totalità ricoperte da bosco mediterraneo. Tuttavia, in corrispondenza della vetta è presente un'apertura di forma ovale, lunga circa 100 m e larga 30, dalla quale è possibile godere di uno fra i panorami più suggestivi di tutto il sistema montuoso-collinare delle Colline Pisane: verso sud si possono ammirare gli ultimi lembi delle Colline Pisane, nonché l'intero profilo delle Colline Metallifere; verso ovest la vista è totale e dominante sulla bassa Val di Cecina e sull'Arcipelago Toscano; verso nord, nelle giornate più limpide, la vista si spinge dalle Colline Pisane occidentali fino ai rilievi delle Alpi Apuane e dell'Appennino Tosco-Emiliano; la vista ad est è forse la meno panoramica, arrivando fino ai monti di Miemo e di Montecatini Val di Cecina.

## Come raggiungerlo
Allo stato attuale non esiste purtroppo un percorso ufficiale e segnalato che raggiunge la sommità del Poggio di Nocola.
È tuttavia possibile raggiungere la vetta innanzitutto seguendo la SP13, imboccando poi la strada dei "Sassi Bianchi" all'altezza della località del "Nocolino" e imboccando infine un piccolo sentiero a sinistra. Una vola sul sentiero, è necessario poi seguirne la traccia (con qualche difficoltà, vista la scarsa visibilità) fino al raggiungimento della cima.

## Galleria d'immagini

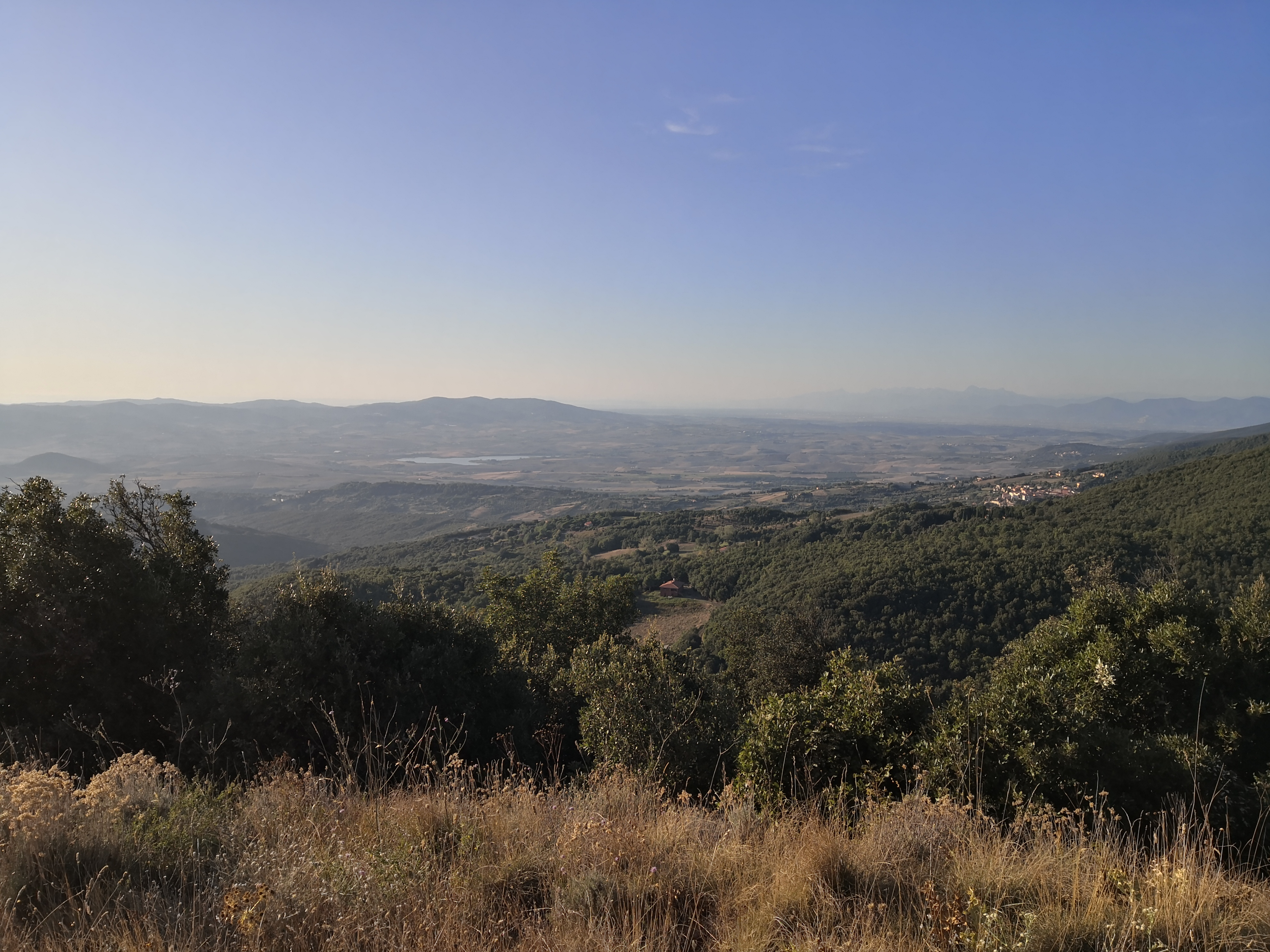
Le Colline Livornesi e le Colline Pisane occidentali dalla vetta del Poggio di Nocola.
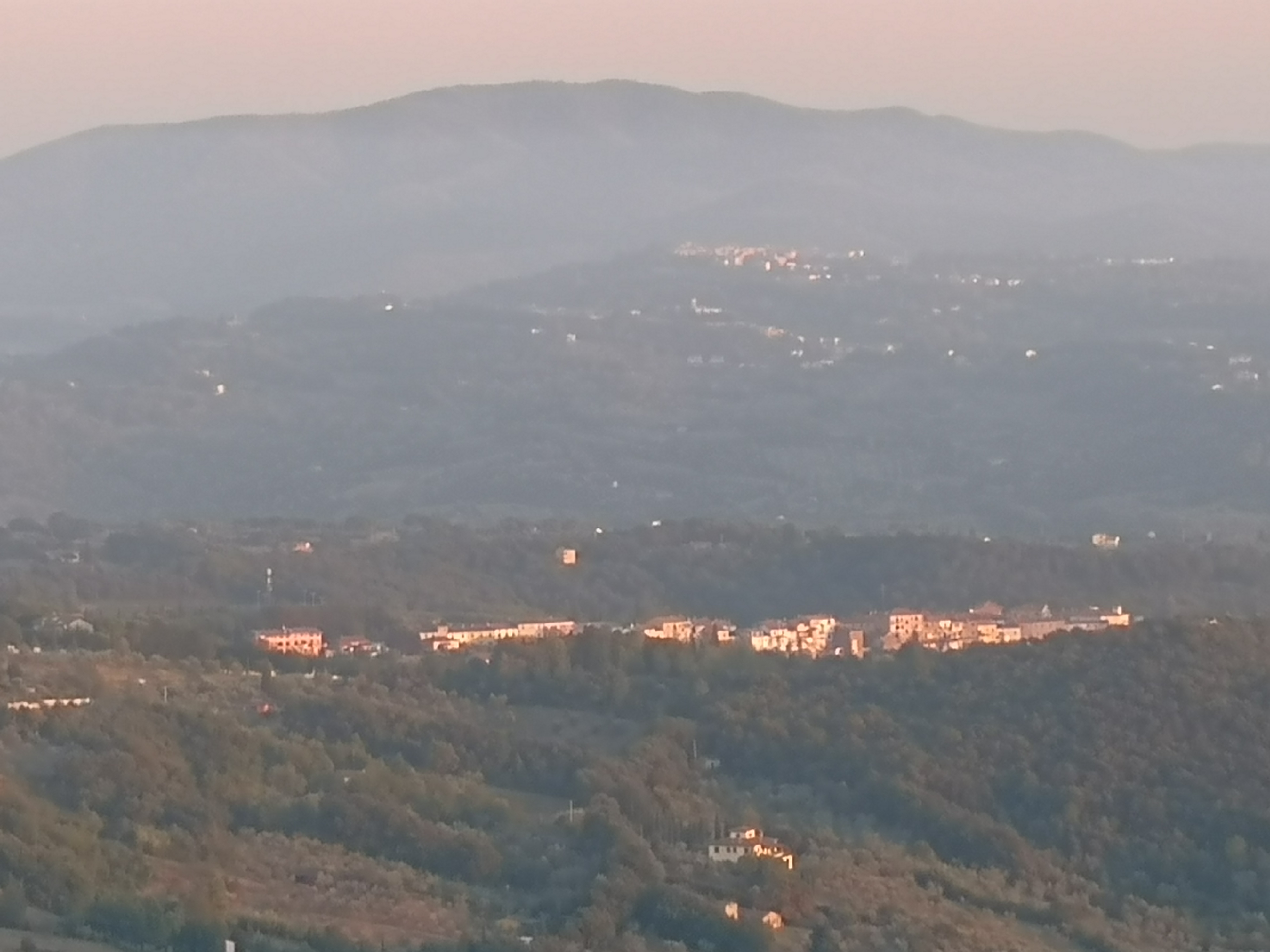
Il borgo di Riparbella visto, al tramonto, dalla vetta del Poggio di Nocola.

## Cartografia
- Carta Tecnica Regionale (CTR) della Regione Toscana in scala 1:10000 (consultabile online)
- Cartografia ufficiale italiana dell'Istituto Geografico Militare (IGM) in scala 1:25.000 (consultabile online)